# Wildcat (DC Comics)
Wildcat (llamado Lince en Hispanoamérica y cuya traducción al español sería "Gato Montes") es el nombre de varios personajes ficticios, todos superhéroes de DC Comics, el primero y más famoso es Theodore "Ted" Grant, miembro desde hace mucho tiempo de la Sociedad de la Justicia de América (JSA). Un boxeador de peso pesado de clase mundial, Grant se enredó inadvertidamente en el inframundo criminal y desarrolló una identidad disfrazada para limpiar su nombre.
Las representaciones modernas de Wildcat lo muestran como un tipo rudo con una racha de chovinismo masculino, lo que lleva a frecuentes enfrentamientos con Power Girl, además de explorar algunas de las inseguridades del personaje. Mientras tanto, un hechizo mágico de "nueve vidas" ha explicado su vitalidad en la vejez. Al igual que muchos miembros más antiguos de JSA, he sido un mentor de héroes más jóvenes, particularmente de la segunda Canario Negro.
Otros personajes han tomado el nombre y la identidad de Grant, incluyendo a su ahijada Yolanda Montez, quien sirvió como reemplazo temporal para él, y su hijo Thomas "Tom" Bronson, un Hombre tigre Metahumano que es tutelado por él como segundo Wildcat y miembro de JSA en historias de finales de la década del 2000
La versión Wildcat de Theodore "Ted" Grant es el personaje con mayores versiones diferentes en el multiverso DC.

## Historia de las publicaciones
- La versión de Ted Grant de Wildcat I apareció por primera vez en Sensation Comics #1 (enero de 1942) y fue creada por el escritor Bill Finger, y diseñada por el ilustrador Irwin Hasen.[2]

- Los Rangers aparecieron por primera vez Tomahawk #83 (diciembre de 1962), Fueron creados por France Herron, Fred Ray, Murray Boltinoff y Dan Spiegle.[3] Un personaje llamado Wildcat, miembro de los Rangers de Tomahawk apareció por primera vez en el grupo en Tomahawk #92 (junio de 1964) creado por Ed Herron y Fred Ray, Este personaje no estaba relacionado con Ted Grant ni con la historia de Wildcat.[4]

- La ahijada de Ted Grant, Yolanda Montez (Wildcat II) apareció por primera vez en Infinity Inc. #12 (marzo de 1985) y fue creada por Roy Thomas, Dannette Thomas y Don Newton.[5]

- Héctor Ramirez fue el protegido de Ted Grant, que más tarde tomaría en el manto de Wildcat (Wildcat III) hasta su posterior muerte, apareció por primera vez en Batman and Wildcat #1 (abril de 1997) y fue creado por Chuck Dixon, Beau Smith y Sergio Cariello.[6]

- Thomas "Tom" Bronson apareció por primera vez en Justice Society of América Vol.3 #1 (febrero de 2007) y fue creado por Geoff Johns y Dale Eaglesham. Presentado como el hijo del primer Wildcat "Ted Grand" y Marilyn Bronson, tenía la capacidad de convertirse en un Hombre tigre,[7] tiempo después Ted se enteró de su existencia y lo invitó a unirse a la Sociedad de la Justicia bajo el apodo de "Wildcat", convirtiéndose en el V personaje en portar ese nombre.

## Biografía de los personajes

### Guardabosques de Tomahawk
Los Rangers (nombre real desconocido) fueron miembros de los Rangers de Tomahawk, era un equipo de soldados liderada por su líder epónimo Tomahwak que lucharon por la independencia durante la Revolución Americana en el siglo XVIII. Su primera aparición fue en Tomahawk #83 (diciembre de 1962), uno de sus miembros utilizó el nombre de Wildcat por primera vez en Tomahawk #92 (junio de 1964). Su elección de seudónimo no tiene relación con Ted Grant ni con el legado de superhéroe "Wildcat".

### Ted Grant
Theodore "Ted" Grant es un humano normal que, en algún momento no especificado, recibió mágicamente nueve vidas. Permanece en la cima de la condición humana gracias a entrenamientos extensos que consisten en ejercicio intensivo. Es un boxeador de talla mundial que entrenó a Batman, Canario Negro e incluso a Superman en el arte. Fue entrenado para pelear por el exboxeador Joseph "Joe" Morgan, el mismo hombre que entrenó a otros hombres misteriosos de Grant, Átomo y El Guardián.

#### Tierra-Dos
Ted Grant utilizó el disfraz de Wildcat por primera vez en Sensation Comics #1 (enero de 1942), el mismo tema en el que se estrenó Mujer Maravilla y Mister Terrific.
El origen de Wildcat se relata en Sensation Comics #1 así como en Secret Origins #3 (1973) y en el All-Star Squadron Annual #1 (1982). Henry Grant juró, en la cuna de su hijo, que el niño no tendría miedo de la vida, por lo que alentó a su hijo a participar en deportes y pagó por el entrenamiento que habría continuado en los días universitarios del joven, excepto que él y su esposa murió. Huérfano durante la Gran Depresión, Ted Grant se encontró desempleado en la gran ciudad. Una noche salvó a Socker" Smith, el campeón de boxeo de peso pesado, de un atraco. "Socker" tomó a Ted bajo su ala, y pronto Ted se convirtió en un campeón de boxeo de peso pesado por derecho propio. También se enredó sin saberlo en los siniestros planes de su gerente. Su mentor, "Socker" Smith, fue asesinado por los gerentes de Grant, Flint y Skinner quienes usaron una jeringa cargada con veneno en un guante de boxeo. La dosis solo pretendía frenar a Smith, pero el dúo juzgó mal la potencia. Cuando Grant fue arrestado por el crimen, Flint y Skinner, temerosos de que él supiera lo que realmente había sucedido, hicieron los arreglos para que el fuera asesinado. Grant escapó del intento y sobrevivió, pero los policías que lo acompañaban fueron asesinados. Se convirtió en un fugitivo y se encontró con un niño al que le habían robado su cómic de Linterna Verde. El niño, describiendo al hombre misterioso Linterna Verde, inspiró a Grant para crear el disfraz de un gran gato negro. Tomó el nombre de "Wildcat" y juró limpiar su nombre. Él llevó a Flint y Skinner a la justicia; los criminales se vieron obligados a confesar, limpiar el nombre de Grant y obtener justicia para Smith. Usando la identidad de Wildcat, Grant continuó luchando contra el crimen.
En las páginas de All Star Comics, Wildcat tuvo algunas aventuras como miembro de la Sociedad de Justicia de América (JSA). En la década de 1980, cuando se publicó el All-Star Squadron, creó una continuidad retroactiva en la que la mayoría de los hombres misteriosos de la Segunda Guerra Mundial interactuaban entre sí. Wildcat también tenía un lugar como miembro de ese conglomerado de héroes. La racha de 1970 de All Star Comics (1976-1979) hizo que Wildcat desempeñara un papel central como miembro de la Sociedad de Justicia. En el arco de la historia, que vio a Linterna Verde enloquecer, y el comisionado Bruce Wayne emitió órdenes de arresto para el JSA, fue la habilidad de Wildcat para mirar el miedo en la cara que le permitió vencer al verdadero autor intelectual del desastre: el segundo Psico-Pirata. Pero en 1985, durante Crisis on Infinite Earths, un Tornado Rojo fuera de control destrozó las piernas de Ted y le dijeron que nunca volvería a caminar. Pronto descubrió que tenía una ahijada que se convirtió en el segundo Wildcat. (Ver abajo.)

#### Tierra uno
Una versión Tierra-Uno de Ted Grant existió antes de la Crisis y se asoció con Batman, él mismo un campeón mundial retirado de peso pesado como su homólogo de Tierra dos, en varias ocasiones. Este Grant tuvo una carrera relativamente menor, y gran parte de sus primeros años, como su origen, se dejó sin estridencias. Su origen es probablemente similar al de la edad de oro de Ted Grant. Esta versión de Ted Grant dejó de existir siguiendo los eventos de Crisis on Infinite Earths, con la versión de la Tierra-Dos convirtiéndose en la versión dominante en el nuevo universo unificado. Todavía se dijo, Post-Crisis, que Batman recibió capacitación de Ted Grant.

#### Post-Crisis
En el reinicio posterior a la Crisis, las lesiones de Ted Grant, sufridas durante los eventos de Crisis on Infinite Earths, fueron degradadas de paraplejia a lesiones menos graves de las cuales se recuperó rápidamente. También era todavía un ex campeón de peso pesado del mundo. Además, a Ted se le atribuye ser un experto en combate, aunque prefiere intercambiar golpes como parte de su estilo de pelea. Incluso en sus años avanzados, en varias ocasiones Ted ha noqueado a los luchadores experimentados con un solo golpe.
Después de la Crisis, Ted estuvo presente cuando la JSA intencionalmente se exilió en Limbo para prevenir el evento de Mitología nórdica conocido como Ragnarök como parte de un ciclo de tiempo. Permaneció allí durante varios años hasta que fue liberado con el resto de la JSA en Armageddon: Inferno. Estuvo presente durante la desastrosa pelea de la Sociedad de la Justicia con Extant durante la Hora Cero y fue víctima de los poderes de manipulación del tiempo de Extant, lo que restauró a Wildcat a su edad apropiada, la de un hombre anciano y enfermizo. Sin embargo, después de que se restableciera el universo al final de Hora Cero, Wildcat, junto con Flash Jay Garrick (también una víctima de Extant), se encontraron nuevamente desapegados, poseyendo cuerpos que estaban en sus 50 en términos de su salud.
Tras la Hora Cero, Wildcat se retiró de la lucha activa contra el crimen y nuevamente se convirtió en entrenador a tiempo completo en su papel de boxeador profesional. En privado, continuó entrenando a los superhéroes más jóvenes en las artes marciales. Fue en la estela de Hora Cero también, que se revelaron nuevos detalles sobre el pasado de Wildcat, uno de ellos es la existencia de dos hijos. Uno de los hijos, Jake (concebido en la década de 1950 durante una relación con una mujer llamada Irina) fue robado de los dos por uno de los enemigos de Ted, la Avispa Amarilla, como reemplazo de su propio hijo biológico, a quien el malvado científico transformó una medio-avispa, mitad abominación humana. Otro hijo, Tom Bronson, fue concebido en una aventura de una noche después de que Wildcat detuviera al Jugador justo después de salir de su retiro. Ted no supo nada de Tom hasta más tarde, cuando Vándalo Salvaje comenzó a asesinar sistemáticamente a los niños y nietos de los héroes y heroínas de la Edad de Oro. Sus amigos Jay Garrick y Alan Scott descubrieron la existencia de Tom y llevaron a Ted a su encuentro. La madre de Tom (que había fallecido de cáncer) decidió no cargar a Ted con la existencia de Tom para no obstaculizar su carrera en el crimen. Tom le explicó esto a Ted y se resistió a cualquier relación al principio. Después de verse obligado a revelar sus poderes de pantera por Salvaje, él y Ted derrotaron al antiguo villano juntos. Tom invirtió el rumbo y aceptó conocer a Ted y también unirse a la Sociedad de la Justicia como uno de sus aprendices heredados.
Ted también tuvo tórridos asuntos con Selina Kyle (también conocida como Catwoman, a quien Ted entreno brevemente), así como una aventura, durante la década de 1940, con la reina Hipólita.
Dos veces durante su retiro después de la Hora Cero, Ted fue severamente herido al defender vidas inocentes. Recibió los primeros lesiones en el Bar Warriors, dirigido por el ex Linterna Verde Guy Gardner. Más tarde fue herido mientras participaba en operaciones de rescate durante una nevada en todo el planeta. En ambas ocasiones fue tratado en Warriors, que cuenta con amplias instalaciones médicas y se recuperó de sus heridas.
Wildcat posee "nueve vidas", como resultado de que Zatara alterara una maldición colocada sobre él por un hechicero llamado King Inferno luego de que Ted se rehusara a lanzar un combate de boxeo para el. Ted recibió nueve vidas en lugar de ser convertido en un gato como King Inferno quería. Desde entonces, Wildcat ha perdido sus nueve vidas como resultado de una variedad de muertes, muchas de las cuales ocurrieron fuera del tablero.
Wildcat también fue uno de los muchos instructores de combate buscados por un joven Bruce Wayne en su camino para convertirse en Batman. También fue el mentor de a Dinah Laurel Lance, quien luego se convertiría en Canario Negro, y le enseñó una variedad de técnicas de boxeo adecuadas para su desarrollo. Hizo esto principalmente sin el conocimiento, o el consentimiento, de su madre Dinah Drake Lance, el Canario Negro original, que se oponía firmemente a que su hija siguiera sus pasos.
Mordru le dijo a Ted que tenía nueve vidas para cada "ciclo", aunque Mordru no definió la duración de un ciclo. Esto significaba que Ted de alguna manera había recuperado sus vidas agotadas. Ted ganó nueve vidas en un momento dado, lo que significa que tuvo que ser asesinado nueve veces en rápida sucesión para ser asesinado permanentemente. También se reveló que descendía de un duque inglés, lo que le permitió vencer al Gentleman Ghost, que solo podía ser asesinado por los nobles de sangre.
Un desarrollo más oscuro fue la revelación de que Wildcat voluntariamente enmarcó a un hombre inocente que fue ejecutado por el asesinato de su novia. Wildcat fue atacado por la última versión del Crimson Avenger, quien después de "matar" a Wildcat (que sobrevivió debido a sus nueve vidas) dejó al héroe solo después de que Wildcat intentara justificar su acción ilegal señalando que el hombre que enmarcó había asesinado el asesino de su novia a sangre fría. Este acto provocó la decisión de Wildcat de incriminar al hombre por un asesinato que no había cometido para castigarlo por uno que tenía.

#### Los nuevos 52
En la continuidad de Tierra 2 y presentando en la historia Earth 2: Worlds' End, Ted Grant aparece como un boxeador que vive en el mismo campo de refugiados del Ejército Mundial que Dick y Barbara Grayson durante la invasión de Darkseid a la Tierra. Después de la muerte de Barbara, Ted entrena a Dick, que en esta realidad nunca fue Robin o Nightwing, en técnicas de lucha y defensa personal, y se une a él en una misión para recuperar a su hijo perdido.

### Yolanda Montez
Nacida con poderes metahumanos, debido a las maquinaciones del villano Doctor Benjamin Love, Yolanda Montez se convirtió en la ahijada de Ted "Wildcat" Grant, un buen amigo de su padre, "Mauler" Montez. Como resultado de los tratamientos prenatales administrados a su madre, Yolanda nació con garras retráctiles en los dedos de las manos y los pies y una agilidad felina. Ella ocultó sus habilidades y vivió una vida normal. Yolanda se convirtió en periodista, trabajando para la "Revista Rock Stars". Ted fue herido en la Crisis y Yolanda usó sus poderes para convertirse en la nueva Wildcat. Se unió a Infinity Inc. Luchó luego algunas batalla durante años antes de ser asesinada por Eclipso, junto a sus otros compañeros de equipo en los Shadow Fighters. El primo de Yolanda, Alex, más tarde se convirtió en Eclipso.

### Héctor Ramirez
Héctor Ramírez apareció por primera vez en Batman and Wildcat #1 (abril de 1997). Era un protegido de boxeo de Ted Grant, Wildcat de la edad de oro. Después de saber que Ted solía ser Wildcat, Héctor aspiraba a ser su sucesor, algo que Ted rechazó. Héctor tomó uno de los viejos disfraces de Ted y salió como Wildcat en Gotham City. En un intento por dividir un club de lucha secreto, donde los villanos enjaulados lucharon hasta la muerte, Ramírez fue atrapado y asesinado por Killer Croc en el ring. Los operadores del Anillo Secreto, Lock-Up y Ernie Chubb, finalmente fueron detenidos por Ted y Batman.

### Tom Bronson
Más tarde se reveló que Ted Grant tiene un hijo que no conoció llamado Tom Bronson. La madre de Tom era una mujer con la que Ted tuvo una aventura de una noche. Tom no parece tener sentimiento negativos contra Ted por no estar involucrado en su vida. Él dice que no cree que nunca será el próximo Wildcat porque no ha estado en una pelea desde el octavo grado, y perdió esa.
Se reveló que Tom es un Metahumano. Cuando Wildcat es atacado por Vándalo Salvaje, Tom se convierte en un Werecat (Tomcat), muy similar a la versión Kingdom Come de Wildcat, que es humanoide, pero con pelaje negro de pies a cabeza, cara de pantera, garras y una cola, y es capaz de cambiar de un lado a otro a voluntad. Tom logra resistir en una pelea contra Salvaje hasta que llega la ayuda, a pesar del deseo casi inmortal de matarlo (y comerlo). Después Ted apodó también a su hijo Wildcat y lo invitó a unirse a él en la Sociedad de la Justicia.
En Justice Society of América 80 Page Giant Sized, se revela que la madre de Tom, que tenía más de una noche con Wildcat, tenía los mismos poderes que su hijo, pero que cambiaría involuntariamente cada mes durante su ciclo mensual. Después de una pequeña batalla entre Wildcat, la madre de Tom y la primera Cazadora, Paula Brooks, Wildcat lleva a la madre de Tom a ver al Doctor Medianoche que le cura el aspecto involuntario de su poder, permitiéndole cambiar a voluntad. Mientras ella está inconsciente, Wildcat le dice al Doctor Medianoche que "la arregle y la envíe a otro camino" y se va. Él hace esto no por rechazo, sino para protegerla de involucrarse en su peligrosa forma de vida. Sin embargo, el Doctor Medianoche descubre que ella está embarazada y se lo revela a su paciente que ya estaba consciente. Finalmente decide retener esta información de Wildcat, pero sus motivaciones no están claras. Criando al niño ella sola, aparentemente nunca revela sus poderes a su hijo.
Tom lentamente forma un vínculo con Ted y, finalmente, después de cierta reticencia inicial, acepta compartir el nombre código "Wildcat" con su padre. En este punto, es presentado e incorporado a la Sociedad de la Justicia. En un equipo con la Liga de la Justicia, habla con Vixen e indica la presencia de mejores sentidos animales.
Cuando el JSA se divide en cuán bueno es el ser divino Gog, Tom cree en el ser mientras su padre se opone a él.
Durante la Crisis final, Tom y Wildcat se unen con Iman, Power Girl y varios otros superhéroes para luchar contra las fuerzas de Darkseid.
La Sociedad se divide en dos equipos independientes y Tom decide unirse al equipo All-Stars; Wildcat elige al otro. No se sabe si esto es el resultado de la fricción entre Tom y su padre.

## Poderes y habilidades
- Ted Grant es un luchador combativo experto y un campeón mundial de boxeo en la cima de su condición física. Le dieron "nueve vidas" como resultado de un hechizo mágico, lo que explica su longevidad; estas nueve vidas no solo lo han mantenido joven, sino que también le devuelven la vida si es asesinado explícitamente. También es sorprendentemente fuerte y magníficamente ágil. Sus capacidades de pelea en distintas artes marciales, lo llevaron a ser el tutor de personajes como Batman y Canario Negro.

- Yolanda Montez poseía habilidades de lucha, además de una fisiología única, garras y agilidad sobrehumana.

- El hijo de Ted, Tom Bronson posee cuando se convierte en Hombre tigre, brindándole una Forma de gato con fuerza, agilidad, velocidad, sentidos, visión y audiencia mejorados, además de Garras y Colmillos que le permiten luchar.

## Otras versiones

### DC: La Nueva Frontera
Wildcat (Ted Grant) ambientado en la Tierra-21, era un boxeador y el aventurero enmascarado conocido como Wildcat. Fue miembro de la Sociedad de la Justicia de América hasta que él y sus colegas fueron víctimas durante el susto rojo, y se vio obligado a retirarse en secreto. Grant regresó a su carrera de boxeo.
Grant retuvo su título de boxeo del campeón mundial de los pesados tras derrotar a Cassius Clay, a quien Grant le da un gran respeto por su oponente más joven en Las Vegas. También fue testigo de cómo el nuevo Flash (Barry Allen) detuvo al villano Capitán Frío, en el cual Grant deseó que el Flash jubilado, Jay Garrick, fuera honrado y presente para ver esto.

### La llegada del Reino
En Kingdom Come ambientado en Tierra-22, Alex Ross (y el escritor Mark Waid) retrataron a Wildcat como una pantera humanoide con el alma de Ted Grant. Cuando Superman sale de su retiro y restablece la Liga de la Justicia, Batman lo recluta para formar parte de su facción. Se infiltran en el Frente de Liberación de la Humanidad de Lex Luthor y una vez que descubren que Luthor está lavando el cerebro al Capitán Marvel, atacan y encarcelan a los miembros del frente de liberación. Participó en la batalla de Gulag y no está claro si muere o no cuando la ONU desata un ataque nuclear contra los metahumanos al final del cómic.

### JSA: The Liberty File
En la historia de JSA: The Liberty File #1, ambientado en Tierra-40, Ted Grant, alias The Cat, fue un agente operativo militar durante la Segunda Guerra Mundial trabajando detrás de las líneas enemigas junto a The Clock y The Owl. Después de su muerte, fue reemplazado en el equipo por The Bat (un Bruce Wayne de esta tierra).

### The Sandman/Prez
Wildcat es retratado como el boxeador (no superhéroe) Ted Grant en el mundo de Prez Rickard en The Sandman: Worlds 'End. Una mujer obsesionada con Wildcat dispara a Prez y su novia, matándola y lastimándolo. Prez pasa varias horas con Wildcat mientras está en el hospital. Se dice que no hay mala voluntad entre ellos: Prez incluso le ofreció clemencia al asesino, pero todavía la enviaron a la silla eléctrica.

### Elseworlds
En las histoira de JSA: The Golden Age (1993). Ted Grant funcionó como el "hombre misterioso" conocido como Wildcat durante la Segunda Guerra Mundial como miembro de la Sociedad de la Justicia de América. Sus hazañas de la posguerra, si hubo alguna, no fueron registradas. En 1950, asistió al mitin en Washington D. C. donde todos los superhéroes disfrazados debían aparecer por decreto presidencial para mostrar su lealtad. Durante el mitin, Joan Dale (Miss América) expuso públicamente a Tex Thompson como Ultra-Humanidad e intentó también exponer a Dynaman como Adolf Hitler en el cuerpo de Daniel Dunbar cuando Ultra-Humanidad hizo que Robert Crane (Robotman) la silenciara asesinándola en público. Rex Tyler (Hourman) se hizo cargo de Joan Dale al exponer tanto a Thompson como a Dunbar, haciendo que Dynaman mostrara sus verdaderos colores y atacara a los varios superhéroes presentes. No se sabe cuán involucrado estuvo en la batalla con Dynaman, o si sobrevivió.
También en la historia Batman: Legends of the Dark Knight Annual #4 aparece una versión de Ted Grant

### Tangenta Comics
En Tangent: Superman's Reign #3, el Wildcat de Tierra-9 se revela como una criatura felina grande, humanoide llamada Nikki Faure, miembro del equipo de Covert Ops de la organización Nightwing.
Esta versión Wildcat "Nikki Faure" era un agente de Nightwing y un asesino que puede transformar en una criatura gato humanoide llamada Wildcat al escuchar las palabras "shazam". En su forma Wildcat, es insostenible e incontrolable, y solo puede ser domesticado por su manipulador Gravedigger. Se volvió deshonesta y se unió a un grupo de usuarios de magia Nightwing conocido como Night Force. Apareció por primera vez en Tangent Comics: Nightwing #1 (diciembre de 1997) y fue creado por John Ostrander y Jan Duursema.

### Wildcats (Universo Wildstorm)
Un grupo de superhéroes galácticos llamados Wildcats que aparecieron por primera vez en WildC.A.T.s #1 (agosto de 1992) en el universo Wildstorm creados por Jim Lee y Brandon Choi, originalmente estos hacían equipo con los X-Men, pero pasaron a ser parte del Universo DC en 1999. Los personajes y toda su historia no tienen ninguna conexión con Wildcat o el universo en el que se ambienta. 

## En otros medios

### Televisión

#### Acción en vivo
- Ted aparece brevemente en el episodio de Smallville "Absolute Justice" (que presentó la Justice Society) interpretado por el actor Roger Hasket. Chloe Sullivan y Clark Kent encuentran viejas tomas en blanco y negro de Ted, junto con sus antecedentes penales. Se dice muy poco sobre él, aparte de que todavía está vivo y es un campeón de peso pesado.

- Ted Grant aparece como un personaje recurrente en la tercera temporada de Arrow retratada por el actor J.R. Ramirez. Grant dirige el "Gimnasio Wildcat" como un lugar para ayudar a los niños en las calles al ayudar a guiarlos directamente entrenándolos en la caja. Él entrena a Dinah Laurel Lance en la caja, proporcionándole la base que más tarde necesita para convertirse en una combatiente habilidosa cuando entrena bajo Nyssa al Ghul, y finalmente desarrolla una amistad con ella. Solía ser un vigilante que luchó contra el crimen callejero en los Glades, pero se dio por vencido después de que su compañero golpeara a alguien hasta la muerte; algo que él sentía que era moralmente incorrecto.[38] Más tarde ayuda al Equipo Arrow a detener el asedio de Glades por parte de Daniel Brickwell. Ted fue herido en la batalla y su destino quedó vago, aunque el productor Marc Guggenheim ha declarado que el personaje no murió.[39] Tom Bronson también se menciona en la aparición original de Ted como uno de los estudiantes de Ted

#### Animación
- El personaje apareció en la serie animada Liga de la Justicia Ilimitada con la voz de Dennis Farina. Ted Grant era un boxeador profesional que se convirtió en un luchador contra el crimen conocido como Wildcat, confiando únicamente en sus habilidades de combate para acabar con criminales. Entrenó a varios otros luchadores contra el crimen como Canario Negro y los vigiló cuando estaban comenzando. Se unió a la Liga después de la invasión Thanagariana. Hizo su primera y breve aparición en el primer episodio "Iniciación", presentado como uno de los muchos miembros de la Liga, de igual forma hace cameos en "Simetría Aterradora" siendo visto caminando en la Atayala, en "La historia más grande jamás contada" Es escogido por el Detective Marciano para luchar contra Mordru, en "Corazón Oscuro" se le ve luchando contra la nanotecnología alienígena. Tuvo un papel destacado junto a Canario Negro y Flecha Verde en el episodio "El Gato y el Canario". Ted se desilusionó de la Liga y comenzó a involucrarse en los encuentros Meta-Brawl de la Ruleta, usualmente enfrentándose a los metahumanos para sacar sus frustraciones por la Liga de la Justicia. Derrotó a Sportsmaster, pero su batalla con Calavera Atómica fue interrumpida por Flecha Verde y Canario Negro. Canario hizo un trato con Ruleta para permitirle luchar contra su mentor; si Canario ganaba, Ruleta prohibiría a Wildcat luchar de nuevo en la MetaBrawl para siempre, pero si ella perdía, ella nunca volvería a involucrarse con su vida allí. Flecha Verde usó una flecha de gas adormecedor en Canario, y luchó contra Wildcat, burlándose de Wildcat para golpearlo hasta el punto de la muerte con el fin de que vea el resultado final de su adicción a la lucha. En su lugar y fingió su propia muerte a través de un aturdidor que lo puso en estasis metabólica. Esto ayudó a Wildcat a ver el horror del partido y renunciar; Wildcat se ve más tarde en la terapia con el Detective Marciano. En episodios posteriores, Wildcat aparece solo haciendo cameos.[40] Nuevamente hace breves apariciones en los episodios "El Castigo de Doomsday", es mencionado en "Cita Doble", luego aparece en "Choque", en "Pánico en el Cielo" lucha contra los Ultimen, en "Divididos Caeremos" es visto como uno de los espectadores cuando los miembros fundadores exponen su renuncia, por último regresa en "Hacia otra Costa" y "El Destructor".[41]

- Wildcat aparece en Batman: The Brave and the Bold, con la voz del nominado al Globo de Oro R. Lee Ermey.[42] Anteriormente fue el mentor de Batman ya que se lo vio entrenar con él, pero no quiere dejar de luchar contra el crimen. En el episodio "Enter the Outsiders!", Ayuda al Dark Knight a luchar contra los Outsiders, Relámpago negro, Katana y Metamorfo, que trabajan para Slug. Más tarde encontraron la guarida de Slug, pero terminaron capturados y estaban a punto de ser alimentados con las tortugas gigantes. Wildcat fue liberado por su basura hablando, pero Slug dejó a Batman por las tortugas gigantes. Wildcat luchó y derrotó a Slug, y lo arrojó al río contaminado. Wildcat convenció a los Outsiders de que no se consideraran fanáticos. Slug emergió del río contaminado, Relámpago y Metamorfo reactivaron el corazón de Wildcat. Wildcat más tarde entrenó a los Outsiders a la caja. Apareció de nuevo en el argumento secundario de "Menace of the Conqueror Caveman!" para ayudar a Batman contra Bane. Al principio, pensó que Bane era un tipo fácil porque era extremadamente frágil sin Veneno. No estaba seguro de si golpear a Bane, o alimentarlo con un batido de proteínas, pero después de ver a Bane mejorado con Veneno, comenzó a pensar dos veces. Wildcat usó uno de los batarangs de Batman para cortar los tubos de fortalecimiento de veneno de Bane. Esto se hizo en un conjunto de vías del tren, impactando a Bane una vez que el líquido del tubo se derramó sobre las vías. Wildcat aparece como miembro de la JSA en el episodio "The Golden Age of Justice!". Canario Negro, en un intento por ayudar a los demás a ver que ella es una adulta, lo ayuda a enfrentar su mayor pesar: no poder ayudar al Canario Negro original. Él y Canario Negro ayudan al resto del JSA y a Batman en la lucha contra Per Degaton. Wildcat aparece de nuevo como miembro de la JSA en el episodio "Crisis 22,300 Miles Above Earth!" donde es invitado, junto con el resto de su equipo, hasta el satélite de Liga de la Justicia Internacional, y termina metiéndose puñetazos con ellos. Los dos equipos más tarde se unen para ayudar a Batman a derrotar a Ra's al Ghul. Además, Ted aparece en un cameo de no habla en las dos partes de "The Siege of Starro!", Primero entre los héroes poseídos por Starro, y más tarde como uno de los héroes que ya se han liberado del control mental y la batalla contra la forma titán de Starro.

- Wildcat también aparece brevemente en la serie animada de Young Justice. En el episodio "Humanidad", aparece durante una escena de flashback que tuvo lugar en la década de 1930, entre otros miembros conocidos de la Sociedad de la Justicia de América, como Jay Garrick y Alan Scott.

- La versión de Ted Grant de Wildcat aparece como profesor de gimnasia en Super Hero High en DC Super Hero Girls, con la voz de John DiMaggio.

### Películas
- El personaje aparece tanto dentro como fuera de vestuario en la película animada Justice League: The New Frontier. Se lo ve disfrazado en los créditos de apertura y luego fuera de la lucha de disfraces en un combate de boxeo con un hombre llamado Cooke. En esta película, es un exmiembro de la ahora retirada Sociedad de la Justicia de América, que se había disuelto después de la muerte de Hourman.

- Una versión alternativa de Wildcat de una Tierra paralela aparece brevemente en la película animada Justice League: Crisis on Two Earths. Él está entre los subordinados del Sindicato del Crimen conocido como los hombres hechos.

### Videojuegos
- Wildcat aparece en el videojuego Batman: The Brave and the Bold, presentado nuevamente por R. Lee Ermey.
- Wildcat aparece en DC Universe Online, con la voz de Ken Webster.
- Aunque Ted Grant no aparece físicamente en Injustice: Dioses entre nosotros, su disfraz de Wildcat aparece en una vitrina en el fondo de la etapa del Salón de la Justicia.
- En Batman: Arkham Knight, hay carteles para un combate de boxeo cancelado con Ted "The Wildcat" Grant vs. Albert "The Goliath" King apareciendo en muchos lugares de Gotham City.

Wildcat es mencionado en Injustice 2 por Batman cuando lucha contra Canario Negro. Si Batman agota la primera barra de salud de Canario Negro, uno de los diálogos aleatorios que puede decir es "¿Qué te ha estado enseñando Wildcat?".

### Juguetes
- Wildcat fue la primera figura lanzada en la novena DC Universe Classics y estaba disponible en sus trajes negro y azul.

### Parodias
- Wildcat aparece brevemente en Robot Chicken DC Comics Special visto combatiendo junto a la Liga de la Justicia contra la Legión de la Perdición. Se muestra confundido por su lucha contra Darkseid y el villano lo desintegra rápidamente.

## Recepción
IGN enumeró a Wildcat como el 71.er personaje de cómic más grande de todos los tiempos al afirmar que, debido a su edad como superhéroe, es casi más desconcertante que El Espectro.